# Sedina moltrechti
Sedina moltrechti là một loài bướm đêm trong họ Noctuidae.